# Lundestenen
Lundestenen (eller Lundekildesten) ligger i en privat have på Kildevej i Frejlev på Lolland og er en af Lollands største sten.
Den har efter sigende uden held været forsøgt bortsprængt i 1940’erne. Man kan stadig se sporene efter sprængningen, der fjernede en del af stenens overjordiske dele. Den synlige del måler 2,2 * 6,8 * 5,6 m, og det formodes, at den stikker mindst 2 m ned i jorden. Det vil sige, at den vejer mindst 160 t. I 1956 blev stenen på ejerens foranledning fredet med en tinglyst servitut på ejendommen.
Som med andre af den slags sten er der knyttet sagn til Lundestenen, som skal være blevet kastet af trolden i Væggerløse mod klokkerne i Toreby Kirke (der ligger ca. 6 km mod nord i en anden retning i forhold til Væggerløse på Falster). Når Lundestenen mærker duften af friskbagte pandekager (brød?) vender den sig.
Den regionale cykelrute 38 (Paradisruten) fører tæt forbi stenen.